# Bent Apneseth
Bent Apneseth (Brusand, 20 dicembre 1969) è un ex calciatore norvegese, di ruolo attaccante.

## Carriera

### Giocatore

#### Club
Apneseth vestì le maglie di Sogndal e Bryne.

#### Nazionale
Conta 2 presenze per la Norvegia under 21. Esordì il 9 ottobre 1990, nella vittoria per 3-1 sull'Ungheria under 21.

### Allenatore
Nel 2004, fu allenatore del Rosseland.